# 레드미 노트 4
샤오미 레드미 노트 4는 샤오미가 개발한 네 번째 스마트폰이다. 샤오미의 보급형 스마트폰 라인업의 일부이다. 레드미 노트 4로 판매되는 구형 버전은 데카 코어 MT6797 헬리오 X20 SOC에 의해 구동된다. 업그레이드 버전인 레드미 노트 4X와 레드미 노트 4(MTK 버전이 출시되지 않은 곳)는 옥타 코어 MSM8953 퀄컴 스냅드래곤 625 SoC에 의해 구동된다. 레드미 노트 4는 레드미 노트 5로 계승되었다.